# Vrhovine (Ub)
Vrhovine (Ub) (em cirílico: Врховине) é uma vila da Sérvia localizada no município de Ub, pertencente ao distrito de Kolubara, na região de Tamnava. A sua população era de 461 habitantes segundo o censo de 2011.

## Demografia
| 1948 | 1953 | 1961 | 1971 | 1981 | 1991 | 2002 | 2011 |
| ---- | ---- | ---- | ---- | ---- | ---- | ---- | ---- |
| 857  | 878  | 883  | 771  | 670  | 595  | 552  | 461  |